# Mellicta pseudathalia
Mellicta pseudathalia är en fjärilsart som beskrevs av Reverdin 1920. Mellicta pseudathalia ingår i släktet Mellicta och familjen praktfjärilar. Inga underarter finns listade i Catalogue of Life.